# Honghu, Chongqing
Honghu (kinesiska: 洪湖) är en köping i sydvästra Kina. Den ligger i stadsdistriktet Changshou i storstadsområdet Chongqing, omkring 61 kilometer nordost om det centrala stadsdistriktet Yuzhong. Antalet invånare är 30 426. Befolkningen består av 14 769 kvinnor och 15 657 män. Barn under 15 år utgör 16,0 %, vuxna 15-64 år 70 %, och äldre över 65 år 13,0 %.